# Treron
Treron – rodzaj ptaków z podrodziny treronów (Raphinae) w obrębie rodziny gołębiowatych (Columbidae).

## Zasięg występowania
Rodzaj obejmuje gatunki występujące w Azji i Afryce.

## Morfologia
Długość ciała 21–36 cm; masa ciała 77–500 g.

## Systematyka

### Etymologia
- Treron: gr. τρηρων trērōn, τρηρωνος trērōnos „gołąb”, od τρεω treō „uciekać w strachu”[19].
- Vinago: średniowiecznołac. vinago „rodzaj gołębia, który pojawiał się w czasie winobrania”, od łac. vinum, vini „wino”; -ago „przypominający”[20]. Gatunek typowy: Columba waalia F.A.A. Meyer, 1793.
- Ancistroa: gr. αγκιστρον ankistron „haczyk wędkarski”, od αγκος ankos „zakręt, łuk”[21]. Gatunek typowy: Columba curvirostra J.F. Gmelin, 1789.
- Toria: nep. Thoria lub Thorya „treron grubodzioby”[22]. Gatunek typowy: Toria nipalensis Hodgson, 1836 (= Columba curvirostra J.F. Gmelin, 1789).
- Sphenurus: gr. σφην sphēn, σφηνος sphēnos „klin”; ουρα oura „ogon”[23]. Gatunek typowy: Sphenurus semitorquatus Swainson, 1837 (= Columba oxyura Temminck, 1823).
- Sphenocercus: gr. σφην sphēn, σφηνος sphēnos „klin”; κερκος kerkos „ogon”[24].
- Dendrophassa: gr. δενδρον dendron „drzewo”; φασσα phassa „gołąb”[25]. Gatunek typowy: Columba aromatica J.F. Gmelin, 1789.
- Rhombura: gr. ῥομβος rhombos „romb”; ουρα oura „ogon”[26]. Gatunek typowy: Columba oxyura Temminck, 1823.
- Romeris: gr. ῥωμη rhōmē „siła, moc”, od ῥωομαι rhōomai „pędzić na”; ῥις rhis, ῥινος rhinos „nos”[27]. Gatunek typowy: Toria nipalensis Hodgson (= Columba curvirostra J.F. Gmelin, 1789).
- Dendrophaps: gr. δενδρον dendron „drzewo”; φαψ phaps, φαβος phabos „gołąb”[28]. Gatunek typowy: nie podany.
- Butreron: gr. βου- bou- „ogromny”, od βους bous „byk”; τρηρων trērōn, τρηρωνος trērōnos „gołąb”, od τρεω treō „uciekać w strachu”[29]. Gatunek typowy: Columba capellei Temminck, 1822.
- Phalacrotreron: gr. φαλακρος phalakros „łysy”, od φαλος phalos „biały”; ακρος akros „najwyższy”; τρηρων trērōn, τρηρωνος trērōnos „gołąb”, od τρεω treō „uciekać w strachu”[30]. Gatunek typowy: Columba calva Temminck, 1811.
- Crocopus: gr. κροκος krokos „żółty, szafranowy”; πους pous, ποδος podos „stopa”[31]. Gatunek typowy: Columba phænicoptera Latham, 1790.
- Sphenoena: gr. σφην sphēn, σφηνος sphēnos „klin”; οινας oinas, οιναδος oinados „gołąb”[32]. Gatunek typowy: Columba oxyura Temminck, 1823.
- Sphenotreron: gr. σφην sphēn, σφηνος sphēnos „klin”; τρηρων trērōn, τρηρωνος trērōnos „gołąb”, od τρεω treō „uciekać w strachu”[33]. Gatunek typowy: Columba oxyura Temminck, 1823.
- Osmotreron: gr. οσμη osmē „zapach, woń”; τρηρων trērōn, τρηρωνος trērōnos „gołąb”, od τρεω treō „uciekać w strachu”[34]. Gatunek typowy: Columba olax Temminck, 1823.
- Rhamphotreron: gr. ῥαμφος rhamphos „dziób”; τρηρων trērōn, τρηρωνος trērōnos „gołąb”, od τρεω treō „uciekać w strachu”[35].

### Podział systematyczny
Do rodzaju należą następujące gatunki:

- Treron fulvicollis (Wagler, 1827) – treron cynamonowy
- Treron olax (Temminck, 1823) – treron mały
- Treron vernans (Linnaeus, 1771) – treron różowoszyi
- Treron bicinctus (Jerdon, 1840) – treron zielonolicy
- Treron phayrei (Blyth, 1862) – treron rdzaworzytny
- Treron affinis (Jerdon, 1840) – treron żółtorzytny
- Treron pompadora (J.F. Gmelin, 1789) – treron żółtolicy
- Treron chloropterus Blyth, 1846 – treron zielonoszyi
- Treron axillaris (Bonaparte, 1855) – treron modrogłowy
- Treron aromaticus (J.F. Gmelin, 1789) – treron żółtoszyi
- Treron curvirostra (J.F. Gmelin, 1789) – treron grubodzioby
- Treron griseicauda Bonaparte, 1857 – treron szarolicy
- Treron teysmannii Schlegel, 1879 – treron zielonosiwy
- Treron floris Wallace, 1864 – treron zielony
- Treron psittaceus (Temminck, 1808) – treron timorski
- Treron capellei (Temminck, 1822) – treron wielki
- Treron phoenicopterus (Latham, 1790) – treron złotoszyi
- Treron waalia (F.A.A. Meyer, 1793) – treron żółtobrzuchy
- Treron australis (Linnaeus, 1771) – treron malgaski
- Treron calvus (Temminck, 1811) – treron krasnonosy
- Treron pembaensis Pakenham, 1940 – treron szarogłowy
- Treron sanctithomae (J.F. Gmelin, 1789) – treron papugodzioby
- Treron apicauda Blyth, 1846 – treron ostrosterny
- Treron oxyurus (Temminck, 1823) – treron sumatrzański
- Treron seimundi (Robinson, 1910) – treron białobrzuchy
- Treron sphenurus (Vigors, 1832) – treron klinosterny
- Treron sieboldii (Temminck, 1835) – treron złotolicy
- Treron formosae Swinhoe, 1863 – treron złotogłowy